# Grossular
Grossular är ett bergartsbildande kalcium-aluminiummineral med den kemiska formeln Ca3Al2(SiO4)3. Den är en typ av granat. Kalciumet kan delvis ersättas av järn och aluminiumet med järn.  Namnet grossular kommer av grekiskan och betyder krusbär med hänvisning till den gröna granaten av denna sammansättning som finns i Sibirien. Grossular är en ädelsten.
Namnet har den fått på grund av att den ofta är rund till formen och grönaktig, men den kan också vara rosa, orangeröd, röd, gul, brun och till formen mer kubisk. Kristallsystemet är kubiskt. Mineralets hårdhet på Mohs hårdhetsskala är 6,5 - 7 och densiteten 3,6 gram/cm3. Grossular kan hittas i skarn som marmor, vissa skiffrar och serpentiner.
I geologisk litteratur har grossular ofta kallats grossularit. Sedan 1971 har emellertid användningen av termen grossularit för mineralet avvisats av International Mineralogical Association.

## Hessonit

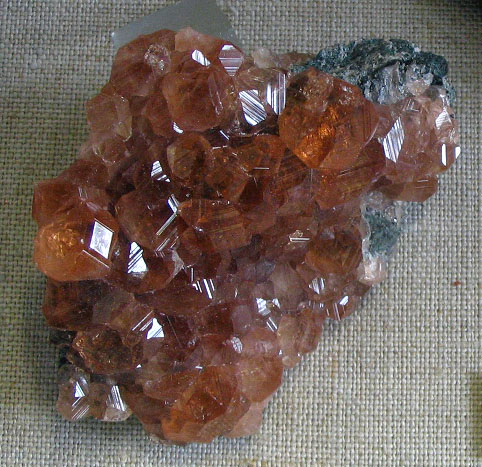
Trästrimmiga kristaller av hessonit, en mångfald av grossulära arter

Hessonit eller "kanelsten" är en vanlig sort av grossular med den allmänna formeln: Ca3Al2Si3O12. Namnet kommer från antikens grekiska: ἣσσων (hēssōn), som betyder underlägsen, en anspelning på dess lägre hårdhet och lägre täthet än de flesta andra granatarter.
Den har en karakteristisk röd färg, lutande till orange eller gul, ungefär som zirkon. Det visades för många år sedan, av Sir Arthur Herbert Church, att många ädelstenar, särskilt graverade ädelstenar (vanligtvis betraktade som zirkon), faktiskt var hessonit. Skillnaden upptäcks lätt av den specifika vikten, den för hessonit är 3,64 till 3,69, medan den för zirkon är ca 4,6. Hessonit har en liknande hårdhet som kvarts (som är cirka 7 på mohs-skalan), medan hårdheten för de flesta granatarter är närmare 7,5.
Hessonit kommer huvudsakligen från Sri Lanka och Indien, där den vanligtvis finns i placeravlagringar, även om förekomst i dess inhemska matris inte är okänd. Det finns också i Brasilien och Kalifornien.

## Förekomst

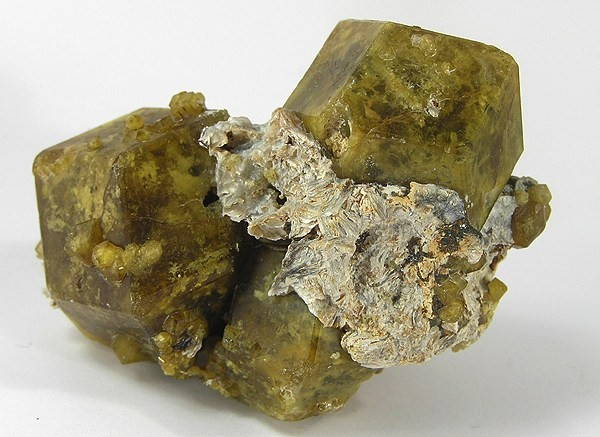
Grossular från Kayes i Mali

Grossular finns i kontaktmetamorfoserade kalkstenar med vesuvianit, diopsid, wollastonit och wernerit.
Gröna varianter av grossular kallas tsavolit och upptäcktes i norra Tanzania i slutet av 1960-talet. Namnet har stenen fått av Tsavo nationalpark i Kenya där man senare hittade bra förekomster av tsavolit.
Viluit är ett sortnamn av grossular, som inte är en erkänd mineralart. Den är vanligtvis olivgrön men ibland brunaktig eller rödaktig, orsakad av föroreningar i kristallen. Viluit hittas tillsammans med och liknar vesuvianit till utseendet, och det råder förvirring i terminologin eftersom viluit länge har använts som en synonym för wiluit, ett sorosilikat av vesuvianitgruppen. Denna förvirring i nomenklaturen går tillbaka till James Dwight Dana. Den kommer från Vilyuyfloden i Sibirien. En liknande grön grov granat kan hittas i bergskedjan Wah Wah i Utah.
Grossular är känd under många andra namn, och även vissa felaktiga benämningar som kolofonit – grova granuler av granat (identifierades senare som en mängd andradit), ernit, krusbärsgranat – ljusgrönt färgad och genomskinlig,olyntolit/olytolit, romanzovit och tellemarkit. Missbenämningar inkluderar sydafrikansk jade, granatjade, Transvaal jade och afrikansk jade.

## Kulturell betydelse
År 1991 lade Vermont namnet grossular till sin lista över amerikanska statsmineral och statsädelstenar.

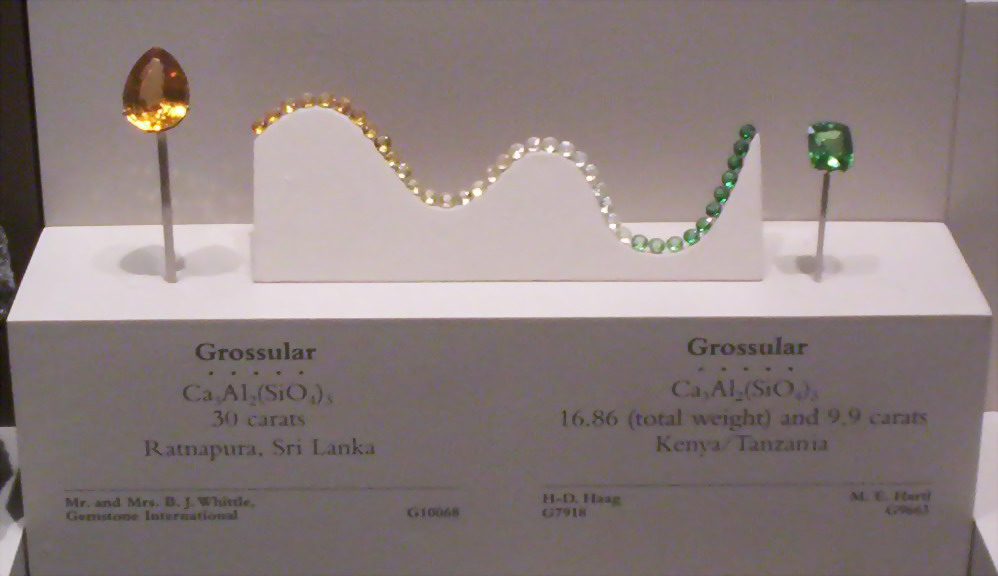
Färgskala av grossular grafiskt visad på the National Museum of Natural History Washington, D.C.
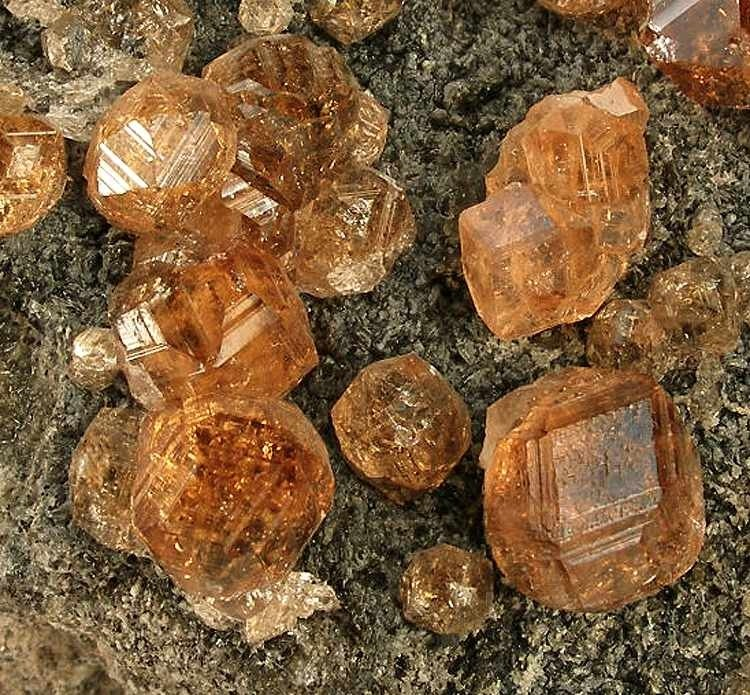
Grupp av grossularkristaller, den största 1,1 cm, från Val-des-Sources, Quebec